# Риваденейра, Габриэла
Габриэла Алехандра Риваденейра Бурбано (исп. Gabriela Alejandra Rivadeneira Burbano; род. 25 июля 1983) — эквадорская политическая деятельница левого толка. С мая 2013 по май 2017 года была председателем Национального собрания Эквадора. Ранее она была губернатором провинции Имбабура в 2011—2012 годах.
С 1 мая 2017 до 2018 года она была исполнительным секретарём Альянса PAIS. Во время раскола внутри этой правительственной партии между предыдущим президентом Рафаэлем Корреа и действующим Лениным Морено она осталась на стороне первого, из-за чего покинула ряды PAIS и стала одной из лидеров Движения гражданской революции.

## Ранние годы
Риваденейра родилась в Кито и была первой из четырёх детей. В пять лет она перебралась с семьёй в Отавало. В 2000 году в 17-летнем возрасте на конкурсе красоты получила титул «Королева Ямора». Приобретённая таким образом популярность и известность позволили ей добиться успеха в местной политике.
Риваденейра училась в колледже Санта-Хуана-де-Чанталь, откуда выпустилась с дипломом бакалавра со специализацией в области биохимии. Во время своего пребывания там она также возглавляла местный студенческий совет. Продолжила высшее образование в Салезианском политехническом университете (Universidad Politécnica Salesiana), получив степень в области управления устойчивым местным развитием.

## Культурный активизм
С ранних лет Риваденейра участвовала в общественной деятельности. Так, она основала культурную организацию Mirarte ещё в 1998 году, когда ей было четырнадцать лет. Позже организация выпустила первый детский фильм в Эквадоре — «Sara la Espantapájaros», в котором сыграла Риваденейра. В юности она также занималась рисованием граффити с оппозиционным идеологическим посылом — в знак протеста против внешнего долга, договоров о свободной торговле, присутствия авиабазы ВВС США Манта в международном аэропорту Элоя Альфаро и американского военного вмешательства в рамках плана «Колумбия».

## Политическая деятельность

### Местная и региональная политика
Риваденейра начинала свою политическую карьеру в качестве члена местного совета муниципалитета Отавало в 2004—2008 годах, победив на выборах 2004 и 2008 годов.
С 2004 по 2006 год была членом левой индейской партии «Пачакутик», но в 2006 году покинула её, в итоге присоединившись со своей группой к новой социалистической силе Альянс ПАИС. В последней она состояла в национальном руководстве с 2010 по 2012 год.
В 2006—2008 годах была вице-мэром города Отавало. С 2009 по 2011 год она занимала должность заместителя префекта провинции Имбабура.
28 июля 2011 года Риваденейра вступила в должность губернатора провинции Имбабура после того, как губернатор Педро Давила сложил свои полномочия. Произведённая президентом Рафаэлем Корреа в губернаторы в возрасте 28 лет, Риваденейра стала не только первой женщиной-губернатором провинции Имбабура, но и самой молодой из всех занимавших этот пост. 9 ноября 2012 года Риваденейра подала в отставку с поста губернатора, чтобы участвовать в всеобщих выборах 2013 года. В марте 2013 года она побывала на похоронах Уго Чавеса в составе эквадорской делегации.

### Национальная политика

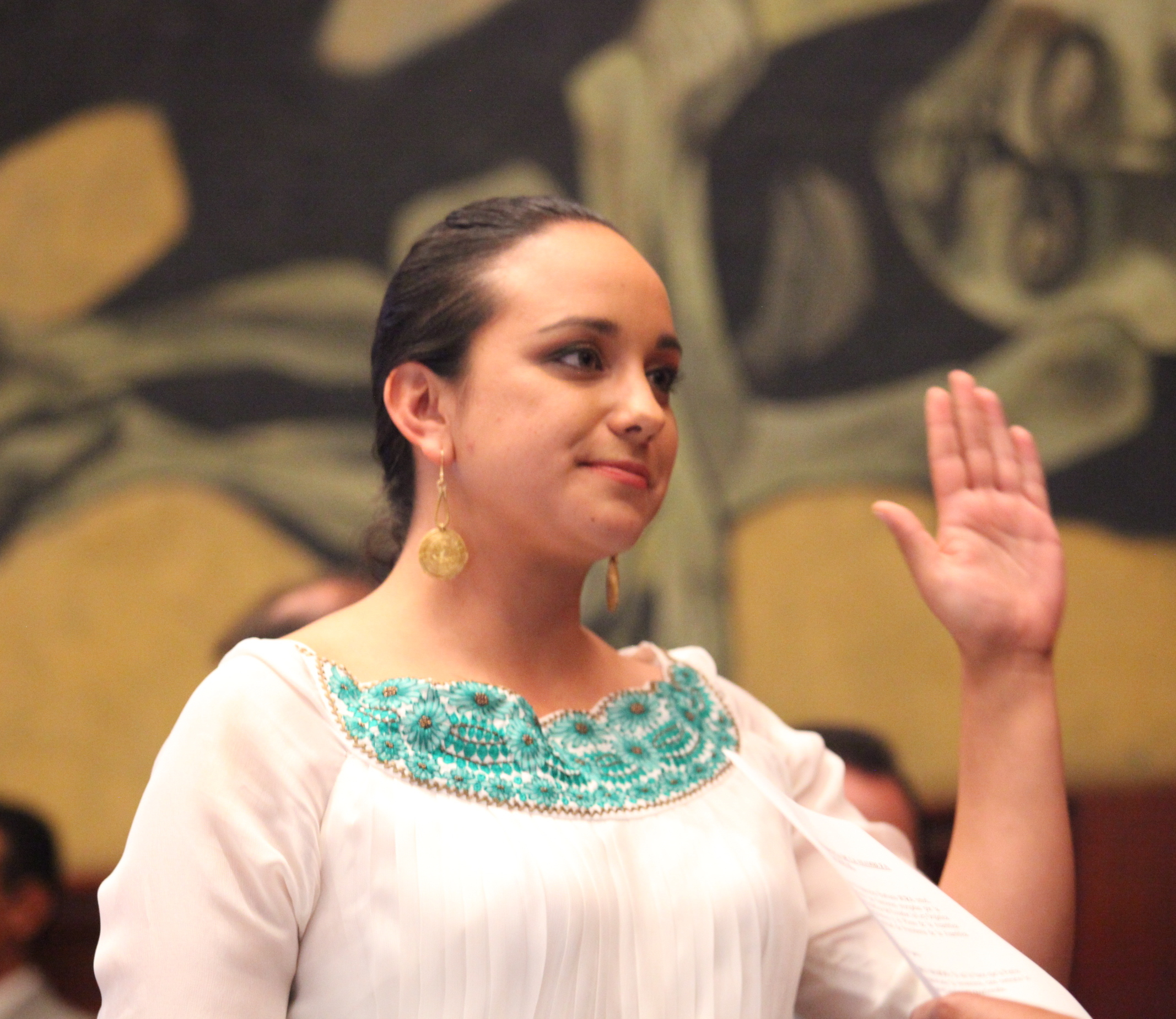
Габриэла Риваденейра приносит присягу в качестве президента Национального собрания

Габриэла Риваденейра возглавила список Альянса PAIS на выборах в Национальное собрание (Национальную ассамблею) в феврале 2013 года, в то время как более высокопоставленные политики (например, тогдашний председатель Национального собрания Фернандо Кордеро Куэва, его заместитель Хуан Карлос Кассинелли и Розана Альварадо) шли в нём только после неё. Кандидатура Риваденейры получила 3 498 379 голосов. 14 мая 2013 года Риваденейра была избрана председателем Национального собрания, получив 107 из 137 голосов.
Возглавившую Национальное собрание молодую деятельницу начали упоминать как потенциальную преемницу президента Эквадора Рафаэля Корреа, когда тот объявил, что не будет баллотироваться на новый срок на выборах 2017 года из-за ограничений по количеству президентских сроков. Более того, и сам президент называл её как возможную преемницу, когда находился с визитом в провинции Имбабура. Однако по закону Риваденейра не могла быть избрана главой государства, поскольку ещё не достигла минимального возраста для этой должности (35 лет).
В мае 2015 года Риваденейра была переизбрана председателем Национального собрания, а в феврале 2016 года стала президентом Латиноамериканского парламента. В июле 2016 года, когда в странах региона ряд дружественных режимов близкой политической ориентации оказались в затруднительном положении, она и дальше отстаивала латиноамериканский социализм XXI века, заявляя, что он «не сломлен».
Хотя уровень общественного одобрения Риваденейры снизился с 45 % в декабре 2013 года до 26,5 % в конце 2016 года, а 15 февраля 2017 года даже была предпринята попытка покушения на неё, когда в её офис доставили посылку-конверт со взрывчаткой, на всеобщих выборах 19 февраля 2017 года Риваденейра была переизбрана в Национальное собрание по общенациональному округу со всё ещё самым высоким показателем среди женщин-парламентариев. Она получила даже больше голосов, чем кандидаты в президенты Гильермо Лассо и Синтия Витери, которые в президентской гонке заняли второе и третье места соответственно.

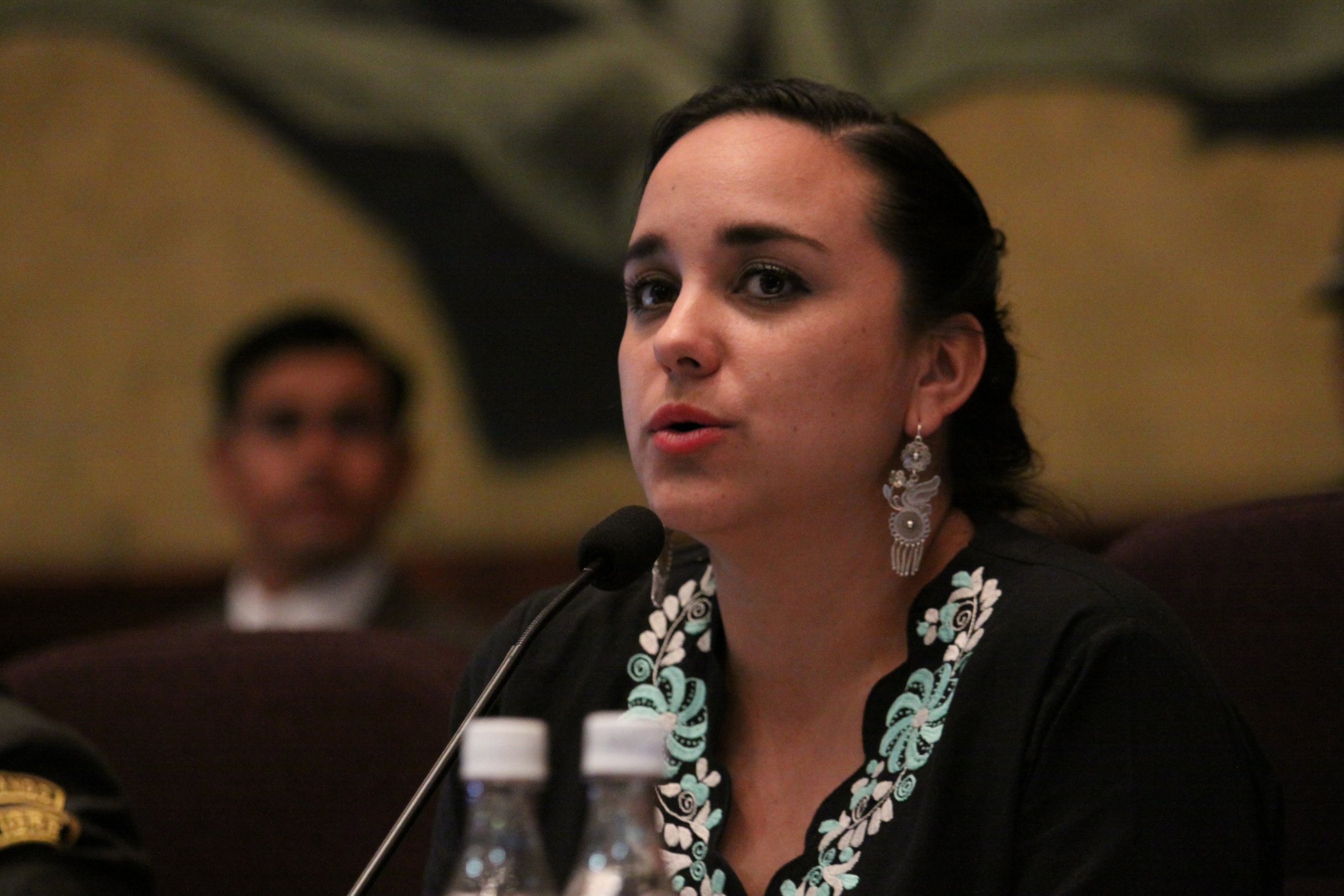
Габриэла Риваденейра в 2014 году

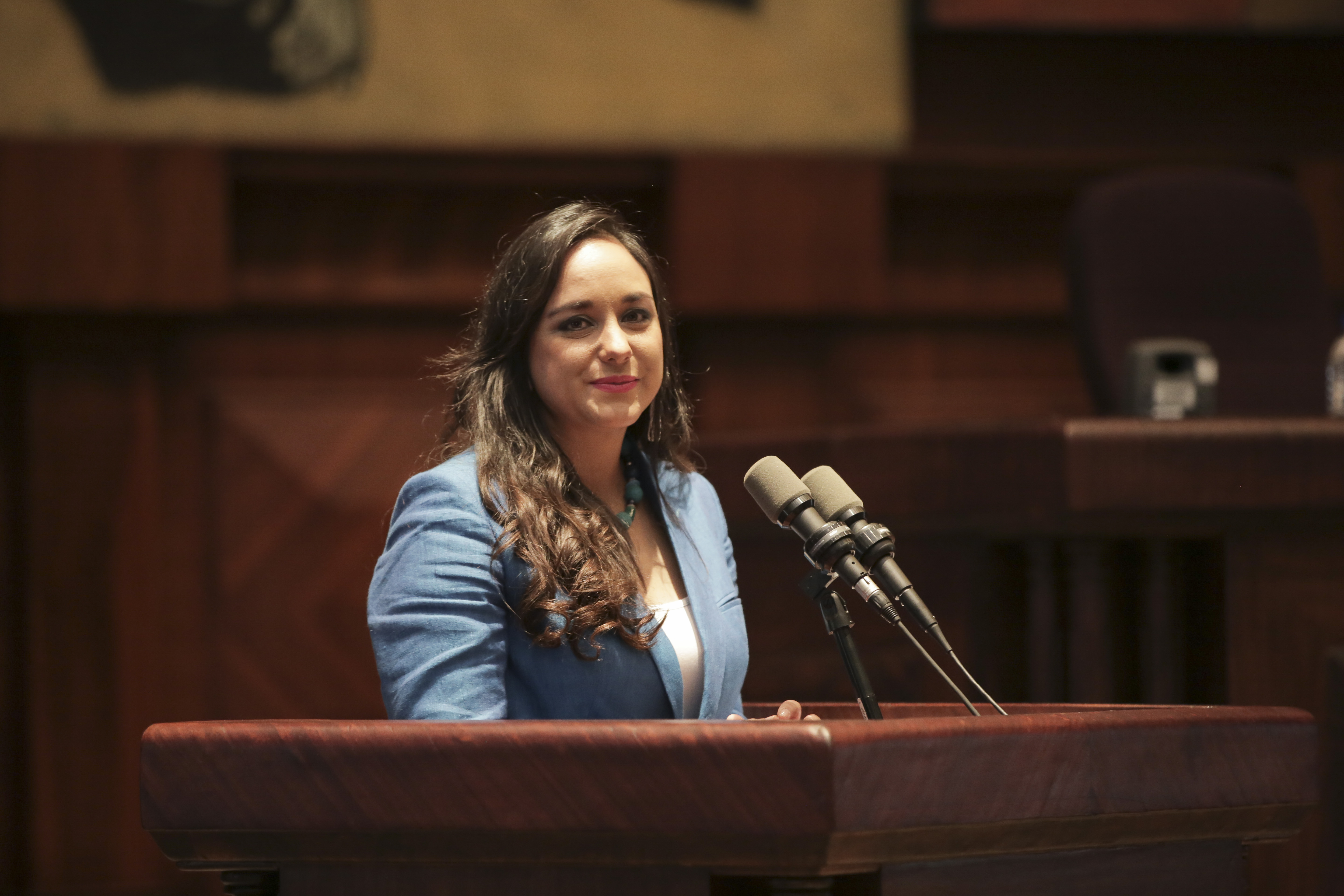
Габриэла Риваденейра в 2017 году

1 мая 2017 года, за несколько дней до вступления Ленина Морено в должность конституционного президента, она была избрана исполнительным секретарём Альянса PAIS, а 14 мая 2017 года на посту президента Национального собрания её сменил Хосе Серрано.
Однако вскоре правительство Ленина Морено совершило разворот от собственных предвыборных обещаний и идеологических позиций, переориентировавшись на неолиберальный курс в экономике и проамериканский — во внешней политике. Прежний президент Рафаэль Корреа и его сторонники внутри PAIS, включая Риваденейру, попытались пресечь такую смену политики.
31 октября 2017 года Риваденейра объявила на заседании национального руководства партии о снятии Морено с должности президента движения, однако это партийное решение не было признано Национальным избирательным советом (Tribunal Contencioso Electoral). Несколько дней спустя комитет по этике Альянса PAIS наложил санкции за попытку смещения Морено на Риваденейру и восьмерых других руководителей с лишением их прав на шесть месяцев. В январе 2018 года избирательный совет заявил, что Риваденейра больше не является исполнительным секретарём Альянса PAIS.
Риваденейре и её единомышленникам пришлось покинуть ряды правящей партии и продолжить борьбу уже в рядах нового Движения гражданской революции, созданного Рафаэлем Корреа. С началом социальных протестов в Эквадоре в октябре 2019 года Риваденейра обратилась к председателю Национальной ассамблеи Сесару Литардо с требованием созвать внеочередное заседание парламента для «рассмотрения вопроса об отстранении от власти президента Морено» и организации внеочередных президентских и парламентских выборов. Стремясь подавить протесты, правительство начало преследование некоторых действующих оппозиционных политиков, поддерживающих их. Риваденейра запросила убежища в посольстве Мексики в Кито. 9 января 2020 года она переехала в Мексику с супругом и детьми.

## Личная жизнь
Риваденейра замужем за писателем Луисом Флоресом, с которым она воспитывает двоих детей. По её словам, она часто читает произведения уругвайского писателя Эдуардо Галеано.